# 시모세타카정
시모세타카정 (시모세타카마치)(下瀬高町)은 후쿠오카현 야마토군에 있던 정이다. 현재의 미야마시의 일부에 해당한다.

## 역사
- 1889년 4월 1일 - 정촌제 시행에 의해 야마토군 시모세타카정이 성립하였다.
- 19901년 1월 1일 - 가미세타카정과 합병해 세타카정이 성립해 폐지되었다.

## 참고문헌
- 角川日本地名大辞典 40 福岡県
- 『市町村名変遷辞典』東京堂出版、1990年。